# 久保田民繪
久保田民繪（日语：／ Kubota Tamie，1945年10月1日—），日本資深女演員、配音員。T-artist所屬（2018年起）。身高157cm。
本名和舊藝名：久保田民榮（久保田 民栄）。出身於群馬縣。

## 人物簡介
明和學園短期大學家政科畢業。經歷劇團雲研究生、劇團欅，2017年為止是劇團昴所屬。1998年，以文化廳在外研修生前往紐約和倫敦進行研修。
除了從事電視劇拍攝和舞台公之外，還有參加配音的工作。1999年起參加『原田製茶』廣告的代言拍攝。
2015年榮獲第49回紀伊國屋演劇獎個人獎。
興趣和特長是瑜珈。

## 演出作品

### 電視劇
朝日電視網
- 朝日電視台
  - （1970年）
  - 特別機動搜查隊（日语：特別機動捜査隊）
    - 第532話「後街女性」（1972年）
    - 第663話「我是二十四歳的女人」（1974年）

  - 小百寶（1977年）－媽媽（中村貴美子）
  - 特搜最前線（日语：特捜最前線）
    - 第166話「」（1980年）
    - 第197話「」（1981年）
    - 第211話「」（1981年）
    - 第329話「」（1983年）
    - 第420話「」（1985年）
    - 第448話「」（1986年）
    - 第475話「」（1986年）
    - 無情的許可證（日语：非情のライセンス） 第3系列 第17話「」（1980年）

  - 宇宙刑事卡邦 第11話（1982年）－一條寺民子
  - 週末WIDE劇場（日语：土曜ワイド劇場）（與朝日放送輪週製作）
    - 「松本清張的高台之家（日语：高台の家#テレビドラマ）」（1985年）
    - 「終點站系列（日语：終着駅シリーズ#片岡鶴太郎版（第5作 - ））9 車站」（1998年）－服務台人員
    - 「減肥三姊妹的旅情事件簿（日语：ダイエット三姉妹の旅情事件簿）4 釧路濕原鶴姬傳說殺人」（2000年）－天地京子
    - 「終點站系列14 沙漠之站」（2003年）－容子
    - 「10」（2015年）－神谷宣子

  - 超新星閃光人（1986年）－時村節子
  - 動物的夢想樂園（日语：どうぶつ通り夢ランド） 第10話（1986年）
  - 無賴刑事純情派（日语：はぐれ刑事純情派） 第7系列 第5話（1994年）
  - 緊急審訊室（2017年）－大谷繁子

- 朝日放送
  - 新·女搜査官（日语：女捜査官#新・女捜査官） 第13話（1983年）
  - 雙人女搜查官（日语：女ふたり捜査官） 第5話（1986年）

日本電視台
- 不要叫我爸爸（日语：パパと呼ばないで）－內田的妻子
  - 第1話（1972年）
  - 第8話（1972年）
  - 第33話「父親3人組」（1973年）
- 伊吕波的"伊"（日语：いろはの"い"） 第4話「失蹤」（1976年）
- 向太陽怒吼！（日语：太陽にほえろ!）
  - 第406話「再見了，島刑事」（1980年）－大原夫人
  - 第553話（1983年）－「若葉會」保母
- 新五捕物帳（日语：新五捕物帳） 第174話（1982年）－阿京
- 星雲假面（1984年）－小杉美佐的母親

富士電視台
- 快傑獅子丸 第24話（1972年）－百合
- 鐵人老虎七 第15話「姆帝國大侵略」、第16話「前往姆帝國挑戰」（1974年）－佐山陽子
- 週四闔家WIDE（日语：ファミリーワイド）／松本清張的藍色描點（日语：蒼い描点#1983年版）（1983年）－田倉里子
- 媽媽的牧場（日语：母ちゃんの牧場）（1984年，東海電視台製作）
- 女同士（日语：女同士）（2000年，東海電視台製作）
- 安宅一家人（日语：安宅家の人々）（2008年，東海電視台製作）

TBS電視網
- TBS
  - 超人力霸王太郎 第36話「卑鄙小人！讓新娘哭泣了」（1973年）－陽子
  - 猛龍特警隊
    - 第4話「殺手刑事」（1975年）－紅林刑事夫人
    - 第188話「新幹線光131號」（1979年）－背債男子的妻子

  -  第1期
    - 第8話「」（1979年）
    - 第31話「」（1980年）
    - 第65話「」（1981年）

  - 學校☆戰爭 ～愛哭蟲老師的7年戰爭～（日语：スクール☆ウォーズ ～泣き虫先生の7年戦争～）（1984年）－奧寺浩（伊索）的母親
  - 週二懸疑劇場
    - 「小京都推理（日语：小京都ミステリー）19」（1997年）－三國玲子

  - 週一電視劇特輯（日语：月曜ドラマスペシャル）
    - 「松本清張特別企劃 不為人知的場所（日语：聞かなかった場所#1997年版）」（1997年）

- MBS
  - 假面騎士Sky 第30話（1980年）－小池老師

NHK
- 山頂的群像（日语：峠の群像）（1982年）－紗枝
- 天高氣爽（日语：天うらら）（1998年）

東京電視台
- 第6話「籠城」（1996年）
- 週三推理劇場9（日语：水曜ミステリー9）
  - 「1」（2012年）－蘆川光世

（待查）
- 幽靈在呼喚我（1969年）

### 電影
- 桌球溫泉（日语：卓球温泉）（1998年）－高田千代子
- 審理（日语：審理）（2008年）－山川靜江

### 舞台
- 獻給阿爾吉儂的花束（1990年）－麵包店老闆娘
- 憤怒的葡萄－母親
- －Pitman的後妻
- 業平（1982年）－柏
- 八月的鯨魚－莎拉
- 守衛萊茵河（英语：Watch on the Rhine）（2014年）－法妮

### 電視動畫
1978年
- 漫畫日本繪卷（日语：まんが日本絵巻）（明智光秀的母親、鏡王女（日语：鏡王女）、老奶奶、紫式部、光、北條政子的母親、春日姬）

1994年
- 幽☆遊☆白書（冰女C[9]）

1996年
- 酷妹當家（柴原惠的母親）

1997年
- 手塚治虫的舊約聖書物語（日语：手塚治虫の旧約聖書物語）（羅德的妻子）

1998年
- DT戰士（日语：DTエイトロン）（瑪麗蓮）
- 名偵探柯南（1998～2008，九十九七惠、永倉君子、老奶奶、護理人員）

2000年
- 幻影死神 Boogiepop Phantom（日语：ブギーポップシリーズ）（如月美代）

2001年
- 小魔女DoReMi（魔女洛克莎）2系列

2002年
- 丸少爺（電話語音）

2003年
- 妮嘉尋親記（拉米瑞茲夫人）

2004年
- 北方戀曲（老奶奶）
- 火鳥（八百比丘尼）
- 仙境傳說 The Animation（母親）

2005年
- 甲蟲王者 森林居民的傳說（ミル）
- 怪醫黑傑克（患者、勒南的母親）

2006年
- 太陽默示錄（日语：太陽の黙示録）（淑琴）

2008年
- 光速大冒險PIPOPA（雪谷月乃）
- 道子與哈金
- 我家有個狐仙大人（橋姬）

2009年
- 香格里拉（草薙治子、女主播）
- 星際寶貝：神奇大冒險 ～最棒的朋友～（田中女士）
- 天國少女（凱薩琳·邦茲華斯〈現代〉）
- 夢色蛋糕師（天野美智子）

2011年
- 花開物語（四十萬翠）
- 惡魔阿薩謝爾在召喚你。（溫蒂妮的媽媽）

2012年
- 緋色的碎片（宇賀谷靜紀[10]）2系列

2013年
- 銀之匙 Silver Spoon（御影亞紀的曾祖母）
- 夜櫻四重奏（槍櫻）

2014年
- Selector infected WIXOSS（小湊初[11]）2系列

2015年
- 蠟筆小新（天井光子）
- 幸腹塗鴉（町子涼的奶奶）

2016年
- 亞人（山中）
- 飛翔的魔女（老奶奶）
- 輕拍翻轉小魔女（可可娜的奶奶[12]）

2018年
- Lostorage conflated WIXOSS（小湊初）
- 弦音－風舞高中弓道部－（西園寺老師）

2021年
- 歌劇少女!!（白川幸惠）

2022年
- 處刑少女的生存之道（歐威爾[13]）

2023年
- 弦音－相繫的一射－（西園寺老師）
- 狩火之王（祖母）
- 國王排名 勇氣的寶箱（老奶奶）
- 我的幸福婚約（桂子）
- 能幹貓今天也憂鬱（優芽的祖母[14]）
- 物之古物奇譚（辻豐穰）
- 葬送的芙莉蓮（頑固婆婆）

2024年
- 狩火之王 第2期（祖母）
- 異世界失格（老婆婆／光〈老婆婆〉）

### OVA
2008年
- 魯邦三世 GREEN vs RED（日语：ルパン三世 GREEN vs RED）（的母親）

### 電影動畫
2013年
- 短暫和平「火要鎮」（阿若的母親）
- 劇場版 花開物語 HOME SWEET HOME（四十萬翠[15]）

### 遊戲
1997年
- 魯邦三世 卡里奧斯特羅城 -再會-（日语：ルパン三世 カリオストロの城 -再会-）（旅館女將）

### 外語配音

#### 演員
凡妮莎·蕾格烈芙
- 英雄叛國記（Volumnia）
- 異國情緣（Vera Belinskaya王妃）
- 心太羈（珍·懷爾德）※VHS版。

洛伊絲·史密斯
- 怒火風暴（William Foster的母親）※影碟版。
- 關鍵報告（伊莉絲·海納曼博士）
- 龍捲風（Aunt Meg Greene）※VHS、DVD版。

黛安·韋斯特
- 龍捲風暴（英语：Category 6: Day of Destruction）（Shirley Abbott）※東京電視台版。
- 渾身是勁（Vi Moore）※DVD版。
- 瞎趴姊妹（Deana Ellis）

#### 電影
- 48小時 ※朝日電視台版。
- 停機四十天（英语：40 Days and 40 Nights）（Bev Sullivan〈Mary Gross〉）
- 夢想成真（日语：石ころの夢）[注 2]
- 超完美謀殺案（Sandra Bradford〈Constance Towers〉）※影碟版。
- 殺戮時刻（英语：A Time to Kill (1996 film)）（埃塞爾·特威蒂〈布倫達·弗里克〉）※影碟版。
- 月球漫步（英语：A Walk on the Moon）
- 控訴 ※朝日電視台版。
- 異形（Mutter Stimme〈Helen Horton〉）※富士電視台版[注 3]。
- 求愛女王
- 愛在奔馳（英语：All the Pretty Horses (film)）（Doña Alfonsa〈Míriam Colón〉）
- 天使愛美麗
- 奧黛麗 (紀錄片)（英语：Audrey (2020 film)）（伊迪絲·萊德勒〈本人〉[16]）
- 金盞花大酒店（妙麗葉兒·唐納利〈瑪姬·史密芙〉）
  - 金盞花大酒店2（妙麗葉兒·唐納利〈瑪姬·史密芙〉）
- 比比小魔女（德语：Bibi Blocksberg (Film)）（沃普爾吉斯〈莫里茲·布雷多（德语：Moritz Bleibtreu）〉）
- 比比小魔女2（德语：Bibi Blocksberg und das Geheimnis der blauen Eulen）
- 黑美人（英语：Black Beauty (1994 film)）（韋克斯米爾夫人〈埃莉諾·布朗（英语：Eleanor Bron）〉）
- 脫線家族（英语：The Brady Bunch Movie）（愛麗絲·尼爾森〈亨麗埃特·曼特爾（英语：Henriette Mantel）〉）
  - 脫線家族2（英语：A Very Brady Sequel）（愛麗絲·尼爾森〈亨麗埃特·曼特爾〉）
- 強迫入境（英语：Brokedown Palace）（Guard Velie）
- 辣嬤寫真（英语：Calendar Girls）
- 貓眼
- 燃眉追擊 ※影碟版。
- 眼鏡蛇 ※朝日電視台版。
- 間接傷害（英语：Collateral Damage (film)）（國務長官〈Millie Slavin〉）※富士電視台版。
- 殺人告白（韓智秀〈金姈愛〉）
- 赤色追緝令（Andrée修女〈Dominique Sanda〉）※VHS、DVD版。
- 豺狼的日子 ※東京電視台版。
- 天崩地裂（英语：Dante's Peak）（Grandma Ruthleen "Ruth"〈Elizabeth Hoffman〉）※電視版。
- 喪屍特警（英语：Dead Heat）（寶石店經理〈Peggy O'Brien〉）※富士電視台版[注 4]。
- 捉神弄鬼 ※影碟版。
- 終極警探2（老年女性〈Jeanne Bates〉）※朝日電視台版。
- 滑頭紳士闖通關（英语：The Distinguished Gentleman） ※朝日電視台版。
- 灰姑娘，很久很久以前（英语：Ever After）（Marie皇后〈Judy Parfitt〉）
- 扭轉奇蹟
- 辣手美人心（英语：Final Analysis）（Grusin醫師〈Rita Zohar〉）
- 空中危機
- 極速驚魂（英语：Freeway (1996 film)） ※舊DVD、VHS版。
- 傻愛成真（英语：Fools Rush In (1997 film)）（Amalia Fuentes〈Anne Betancourt〉）
- 妙趣釣魚三人行（英语：Gone Fishin' (film)）
- 再見列寧
- 畢業生（Mrs. Braddock〈Elizabeth Wilson〉）※東京電視台版[注 5]。
- 哈利·波特：火盃的考驗（Madame Olympe Maxime〈Frances de la Tour〉）
- 月光光心慌慌6：黑色驚魂夜（英语：Halloween: The Curse of Michael Myers）（黛博拉·斯特羅德〈金·黛比（英语：Kim Darby）〉）
- 偷穿高跟鞋（英语：In Her Shoes (film)）
- 新郎向後跑（Bernice Brackett〈Debbie Reynolds〉）
- 長路將盡（英语：Iris (2001 film)）（校長〈Eleanor Bron〉）
- 偉大的蘇珊（英语：Isn't She Great）
- 絕對目標：豺狼末日（英语：The Jackal (1997 film)）（總統夫人〈泰絲·哈珀（英语：Tess Harper）〉）※影碟版。
- 凸搥特派員
- 美味關係（席蒙·貝克（英语：Simone Beck）〈琳達·艾蒙（英语：Linda Emond）〉）
- 野蠻城市（英语：Jungle 2 Jungle）（Patricia Cromwell〈JoBeth Williams〉）
- 新婚告急（Sarah McNerney的母親〈Veronica Cartwright〉）
- 愛·從心開始（英语：Last Chance Harvey）（Maggie Walker〈Eileen Atkins〉）
- 金法尤物（Stromwell〈Holland Taylor〉）※影碟版。
- 美麗人生（朵拉的母親〈瑪莉莎·帕雷德斯（英语：Marisa Paredes）〉）※VHS、DVD版。
- 狼人遊戲（英语：Lobos de Arga）（Rosa〈Mabel Rivera〉）
- 碧血長天 ※東京電視台版。
- 霍亂時期的愛情（Tránsito Ariza〈Fernanda Montenegro〉）
- 美國製造（英语：Made in America (1993 film)）（Alberta〈Peggy Rea 飾演〉、老婦人1〈Phyllis Avery〉）
- 鬼面公僕2（英语：Maniac Cop 2） ※朝日電視台版。
- 婚姻生活（英语：Married Life (2007 film)）（派特·艾倫〈派翠西亞·克拉克森〉）
- 駭客任務：重裝上陣（迪拉德評論員）※富士電視台版。
- 莫里斯的情人 ※東京電視台版。
- 水銀蒸發令 ※朝日電視台版。
- 抱得有情郎
- 真的想嫁你（Isabelle Wallace〈Susan Sullivan〉）※DVD版。
- 無我新生活（英语：My Life Without Me）（安的母親〈黛比·哈利〉）
- 校園時空驚魂記（英语：My Science Project）（Dolores〈Ann Wedgeworth〉、新聞主播）※VHS版。
- 克羅克羅（英语：My Way (2012 film)）（Lucia "Souffa" François〈Monica Scattini〉）
- 白頭神探（英语：The Naked Gun）系列 
  - 脫線總動員：最後的恥辱 ※朝日電視台版。
  - 站在子彈上的男人（布拉姆福德〈賈桂琳·布魯克斯（英语：Jacqueline Brookes）〉）※影碟版。
- 聖誕頌（Anna〈Hiam Abbass〉）
- 網路上身（Mrs. Bennett〈Diane Baker〉）※影碟版。
- 瞞天過海 ※影碟版。
- 瞞天過海2：長驅直入 ※影碟版。
- 凶宅兒魂（靈媒師〈Geraldine Chaplin〉）
- 勾引陌生人（英语：Perfect Stranger (film)）（Elizabeth Clayton〈Kathleen Chalfant〉）
- 惠妮休斯頓之天使保鑣（英语：The Preacher's Wife）（Margueritte Coleman〈Jenifer Lewis〉）
- 神魂顛倒第六感（英语：Prelude to a Kiss (film)）（Leah Blier〈凱西·貝茲〉）※機內上映版。
- 陽光普照（英语：Purple Noon）（Mrs. Popova〈Elvire Popesco〉）※Star Channel（日语：スター・チャンネル）版。
- 約翰葛里遜之造雨人（"Miss Birdie" Birdsong〈Teresa Wright〉）
- C.I.A.追緝令（英语：The Recruit）
- 第三類終結者（英语：The Relic (film)）
- 未了情未了（英语：Replay (2001 film)）（Mathilde〈Marilu Marini〉）
- 迷上癮（Sara Goldfarb〈艾倫·鮑絲汀〉）
- 點燃生命之海（Manuela〈Mabel Rivera〉）
- 秘窗（英语：Secret Window）（Mrs. Garvey〈Joan Heney〉）
- 夢幻女煞（英语：Shattered Image）
- 藏身處（英语：Shelter (2010 film)）（Mrs. Bernburg〈弗蘭西絲·康羅伊〉）
- 飛鷹女俠
- 白雪公主：恐怖故事（英语：Snow White: A Tale of Terror）
- 太空牛仔（Barbara Corvin〈Barbara Babcock〉）※日本電視台版。
- 超人 (1978年電影)（Martha Kent）※朝日電視台新錄製版。
- 振翅高飛（英语：The Theory of Flight）（Anne〈Gemma Jones〉）
- 哈啦瑪莉（Magda〈Lin Shaye〉）
- 特務愛很大（Nana Foster〈Rosemary Harris〉）
- 帕瓦特·奧特曼（白衣女性）
- 愛·重來（Rita Thornton／Paige的母親〈潔西卡·蘭芝〉）
- 與愛何干（英语：What's Love Got to Do with It (film)）（Zelma Bullock〈Jenifer Lewis〉）
- 異國情緣（英语：The White Countess）（Vera Belinskaya公爵夫人〈Vanessa Redgrave〉）
- 怒戰天神（Clea〈Sinéad Cusack〉）
- 盛女日記（英语：Young Adult (film)）（Hedda Gary〈Jill Eikenberry〉）

#### 電視影集
- 24（Allison Taylor總統〈切利·瓊斯〉）
  - 24：救贖 (第7季、第8季／完結篇)
- 新飛越比佛利（Tabitha Wilson）
- 珍·瑪波2 沉睡的謀殺案（第1季：Mrs. Fane〈Geraldine Chaplin〉、第5季：Caroline）
- 大偵探波洛（Rowena Drake、Andrews夫人）
- 鐵證懸案（第6季：Sharon Lertola、第7季：Rita Gleason）
- 犯罪心理 (第5季)（檢察事物官）
  - 犯罪心理：嫌犯動機（Valerie）
- CSI犯罪現場：紐約 (第7季)（Grace Travers）
- 慾望師奶 (第6季)
- 美女上錯身 (第3季)（Molly Haller）
- 急診室的春天（第1季：里斯伯格〈莎朗·麥登〉、第2季：哈尼〈潘蜜拉·羅伯茲〉、第5季：蒂娜〈芭芭拉·羅伯茨〉、第7季：克拉艾格、第8季：義大利籍女性〈梵納·薩爾維亞蒂〉、第11季：梅莉迪絲·史默特〈莫莉·哈根（英语：Molly Hagan）〉）
- 弗伊爾的戰爭（英语：Foyle's War）（女性審判官〈Helen Lindsay〉）
- 奇異果女孩（Marilyn Gilmore）
- 宮（皇太后〈金惠子〉）
- 哈莉與法律
- 血仇
- 白色巨塔（朱慧瑛的母親〈沈海蓉〉）
- 神探阿蒙
- The Queen（英语：The Queen (TV serial)）
- 紅矮星號（Bennet夫人〈Vicky Ogden〉）
- 銀河飛龍（Marie Picard〈Samantha Eggar〉）
- 星艦前傳（T'Les／T'Pol的母親〈Joanna Cassidy〉）
- 星艦奇航記：重返地球（Q裁判官）
- 春日華爾滋
- 蕾絲歐尼爾的審判（英语：The Trials of Rosie O'Neill）（Charlotte O'Neil〈Georgann Johnson〉）
- Twice in a Lifetime（英语：Twice in a Lifetime (TV series)）（Deborah審判官〈Polly Bergen〉）
- 醜女貝蒂 (第4季)（Olivia Guillemette〈Lynn Redgrave〉）
- 失蹤現場（Suarez校長、Sandy）

#### 動畫
- 阿達一族（佛朗普外婆〈凱瑟琳·奧哈拉〉[17]）
- 美國鼠譚3：曼哈頓島的寶藏（英语：An American Tail: The Treasure of Manhattan Island）（Mama Mousekewitz〈Erica Yohn〉）
- 美國鼠譚4：尋找夜中的野獸（英语：An American Tail: The Mystery of the Night Monster）
- 小飛象（Matriarch）※VHS、DVD版。
- 狐狸與獵狗
- 大力士（阿爾克墨涅）
- 超人特攻隊2（大使〈伊莎貝拉·羅塞里尼〉[18]）
- 小公主蘇菲亞（Glacia the Ice Witch）

### 廣告
- 原田製茶（日语：ハラダ製茶）和（1999年－，久保田飾演姑姑、媳婦由塙理惠（日语：塙理恵）飾演）[5][6]

## 腳註

## 外部連結
- T-artist公式官網的資歷簡介 （日語）
- 久保田民繪 - 日本藝人名鑑 （页面存档备份，存于） （日語）